# Han Duck-soo
Han Duck-soo (Jeonju, 18 juni 1949) is een Zuid-Koreaanse diplomaat en politicus. Van 14 december 2024 tot 1 mei 2025 was hij waarnemend president van Zuid-Korea, en van 20 mei 2022 tot 1 mei 2025 de 48e premier van Zuid-Korea. Hij was eerder premier onder president Roh Moo-hyun, tussen 2007 en 2008. Van 2009 tot 2012 was hij ambassadeur in de Verenigde Staten.
Op 27 december 2024 stemde de Nationale Vergadering voor zijn afzetting, waarmee zijn taken en bevoegdheden als waarnemend president en premier werden opgeschort. Dit duurde tot 24 maart 2025, toen het constitutioneel hof zijn afzetting verwierp.

## Politieke loopbaan
Han Duck-soo studeerde economie aan de nationale universiteit van Seoel en aan de Harvard-universiteit in de Verenigde Staten. Door de jaren heen bekleedde hij verschillende posities in de Zuid-Koreaanse regering; zo was hij minister van Handelszaken tijdens het premierschap van Kim Jong-pil (1998–2000) en werd hij in maart 2005 aangesteld als minister van Financiën en vicepremier in de regering van Lee Hai-chan. Toen laatstgenoemde in maart 2006 voortijdig aftrad als premier, nam Han gedurende een maand diens taken waar. Hij was interim-premier tot op 19 april 2006 een opvolger aantrad: Han Myeong-sook.
In juli 2006 legde Han Duck-soo zijn taken als minister en vicepremier neer om adviseur te worden van president Roh Moo-hyun. Na het aftreden van premier Han Myeong-sook in maart 2007 werd hij vervolgens door president Roh naar voren geschoven als de nieuwe premier. Zijn kabinet was van 2 april 2007 tot 29 februari 2008 in functie. Na zijn premierschap was Han tussen 2009 en 2012 de Zuid-Koreaanse ambassadeur in de Verenigde Staten.
In mei 2022 werd Han Duck-soo op bijna 73-jarige leeftijd opnieuw premier van Zuid-Korea. Hij werd benoemd door president Yoon Suk-yeol.
Han werd waarnemend president van Zuid-Korea, nadat de Nationale Vergadering op 14 december 2024 een motie tot afzetting van Yoon Suk-yeol aannam. Yoon wordt beschuldigd van verraad na het eenzijdig afkondigen van de staat van beleg. Op 27 december 2024 werd ook tegen Han zelf een motie tot afzetting aangenomen. Zijn taken en bevoegdheden als premier, en daarmee als waarnemend president, werden sindsdien waargenomen door vicepremier Choi Sang-mok. Op 24 maart 2025 keerde hij terug in functie, toen het constitutioneel hof zijn afzetting verwierp.